# نبو نيد

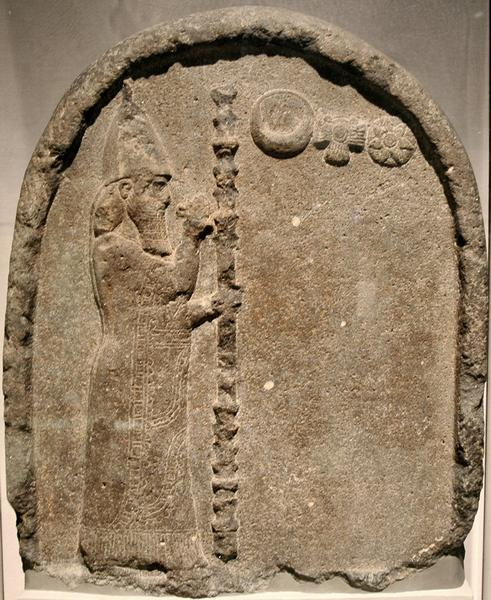
نابونيدوس يصلي إلى اله القمر (سين)، sun and Venus

نَبو ناءيد بالبابلية المتأخرة (نَبو- نا- ءيد Nabû-nāʾid)، كان آخر ملوك الإمبراطورية البابلية الحديثة، حكم من 556 قبل الميلاد حتى سقوط بابل في يد الإمبراطورية الأخمينية بقيادة كورش الكبير في 539 قبل الميلاد. كان نابونيدوس آخر الملوك الأصليين لبلاد ما بين النهرين القديمة، حيث أنهى عهده آلاف السنين من الدول والممالك والإمبراطوريات السومرية الأكادية. يُذكر نابونيدوس وهو أحد أكثر الحكام حيوية وفردية في عصره باعتباره آخر ملوك بابل المستقل، وقد وصفه بعض العلماء بأنه مصلح ديني غير أرثوذكسي وبأنه أول عالم آثار.
لا تزال أصول نبو نيد وعلاقته بالملكية السابقة وبعد ذلك ما ادعائه للعرش غير واضحة، نظرًا لأن نبو نيد لم يقدم أي ادعاءات نسبية عن القرابة مع الملوك السابقين. وهو ما يشير إلى أنه لم يكن على صلة أو على علاقة بالسلالة الكلدانية للحكام البابليين. ومع ذلك فمن المعروف أنه كان يتمتع بمهنة بارزة من نوع ما قبل أن يصبح ملكًا. من المحتمل أنه كان على صلة بالملوك الكلدان عن طريق الزواج، وربما تزوج من نكتوريس ابنة نبوخذ نصر الثاني (حكم 605-562 قبل الميلاد). كانت والدة نبونيد (أداد غوبي) من أصول آشورية أو آرامية، قد يكون والده (نابو-بلاتسو-إقبال) الذي لا يُعرف عنه سوى القليل إما آشوريًا أو آراميًا. تكهن بعض المؤرخين بأن والداه كانوا أعضاء في سلالة السرجونيين حكام الإمبراطورية الآشورية الحديثة حتى سقوطها عام 609 قبل الميلاد.

## حياته وتوليه الحكم

### حياته
لم يكن هذا الملك من العائلة المالكة الحاكمة وهو يقول بصدد ذلك في أحد نصوصه: (أنا نبونئيد الذي لم يتشرف بانحداره من نسل ملكي) ولكنه ينحدر من عائلة بابلية رفيعة المستوى فوالده نبو بلاتسو يقبي كان أحد الوجهاء في مدينة حران (الواقعة الآن في الأرض التركية) وقد ورث نبونئيد منه ثقافته العالية وهذا ما انعكس على شخصيته وتصرفاته الحكيمة عند توليه العرش باحترامه للتقاليد والإنجازات التي قام بها من سبقه من الملوك أما أمه اداد-هابي فقد كانت الكاهنة العليا لمعبد الإله سن في حران وهي من أصل ملكي آشوري وعندما تسلم نبونئيد العرش البابلي عام 556 ق.م فإنه لم يكن رجلاً غريباً عن البلاط الملكي حيث إنه كان أحد كبار الرجال الدبلوماسيين العاملين فيه. لم يكن نبونئيد يذكر في السابق بوصفه شخصية سياسية أثرت تأثيراً كبيراً في سياسة الدولة البابلية بل كان يذكر إنه شخص مولع بالكشف عن الآثار بحيث إنه يكون في غاية الارتياح والسرور عند اكتشافه لأي حجر أساس في المباني القديمة عند قيامه بأعمال التنقيب فيها ولهذا فقد عد هذا الملك أول آثاري عرفه التاريخ ونتيجة لاهتمامه بالماضي فقد تم في عهده إستنساخ العديد من الوثائق القديمة وإعداد قوائم الملوك وقطع الآثار القديمة وتجميعها باهتمام وبهذا فإن نبونئيد يتفرد عن ملوك العراق القديم بما امتلكه من روح البحث والتقصي عن أخبار الماضي ودلت النصوص التي تم نشرها خلال العقود الأخيرة من السنين إن هذا العاهل كان رجل سياسة ذو قابلية فائقة لما امتلك من خبرة كبيرة اكتسبها نتيجة عمله في البلاط الملكي البابلي قبل اعتلائه العرش.
وكذلك عرف عنه براعته المعمارية في إعمار معابد الآلهة في المدن الجنوبية مثل أور ولارسا وسبار ففي أور قام بترميم زقورة أورنمو ومن المحتمل إنه جعلها تتكون من سبع طبقات كما قام بإصلاح البناء المخصص لسكن الكهنة (E-par-gi) وجدد مصلياته وملحقاته كما كانت من قبل كما بنى إلى جانبه قصراً لإبنته وهي الكاهنة العليا للإله سن في مدينة أور أما في مدينة بابل فقد قام نبونئيد بتجديد معبد الإيساكيلا الخاص بالإله القومي للبلاد مردوخ وجدد معبد عشتار وأثناء تجديده للسور الداخلي لمدينة بابل عثر على كتابات تعود إلى الملك البابلي نابو بلاصر ومن الملاحظ ومن خلال كتابات معظم الملوك إنهم يوصون من سيأتي بعدهم في الحكم بالعناية بآثارهم الكتابية وحفظها وقد وفي نبونئيد لهذه الوصية ليس في بابل وحسب وإنما في سبار أيضاً حيث قام بتجديد معبدها الرئيس حين شاهد كتابات الملك الأكدي نرام سن (2254-2218 ق.م) ووضعها إلى جانب كتاباته ثم قام بترميم تمثال الملك سرجون الأكدي (2334- 2279 ق.م) وقد أشار إلى ذلك في أحد نصوصه الكتابية والذي نستشف من خلاله مدى الاحترام والتقدير الذي كان يوليه الملك البابلي نبونئيد إلى مخلفات من سبقوهم من الملوك إذ إنه لم يحاول العبث بها وإزالتها بين مدى احترام ملوك العراق القديم لمن سبقهم في الحكم، وكان عام 539 ق.م هو نهاية حكم هذا الملك ومع هذه النهاية ينتهي الحكم الوطني في بابل إذ شهد هذا العام دخول كورش الأخميني اليها.

### تولية الحكم
إشتهرت بابل بأنها قبلة العالم القديم وفاقت في شهرتها العديد من المدن العظيمة وتألقت في عهد مشرع القوانين حمورابي إلا أن عصرها الذهبي كان أيام الملك البابلي نبوخذ نصر الذي حكم خلال الفترة (604-562ق.م) واشتهرت في عهده أسوار بابل العظيمة والجنائن المعلقة التي عدت من عجائب الدنيا السبع آنذاك، كما اشتهر نبوخذ نصر بالنصر الحاسم الذي حققه على مملكة يهوذا وسبيه اليهود إلى بابل أسرى بعد أن خانوا تعهداتهم إليه وتحالفوا مع المصريين ضده. ويمكن القول أن عهد نبوخذ نصر كان عهد نشاطات معمارية وأن الآثار الباقية في بابل بالدرجة الرئيسة من عهده.
بعد وفاة نبوخذ نصر عام 562 ق.م، خلفه ابنه اميل-مردوخ، لكنه قُتل في ثورة بعد حكم قصير دام سنتين.ليحكم بعده نرجال-شاراوصر أو (نركال- شار-اصر) وهو صهر نبوخذ نصر، الذي اندحر اندحارا كبيرا بعد قيامه بحملة عسكرية عبر طوروس فعاد إلى بابل عام 556 ق م ليتوفى بعد عودته مباشرة، فنصب ابنه لباشي – مردوخ مكانه، لكنه كان قاصرا ضعيفا فتم قتله عبر مؤامرة اشترك بها قادة الجيش والكهنة ليتم تنصيب نبونائيد مكانه.
ليس هناك الكثير حول نبونئيد قبل تسلمه العرش البابلي، ولكن الكثير من المؤرخين يؤكدون على كونه من عائلة نبيلة مقربة من نبوخذ نصر، ويذهب البعض منهم إلى أنه كان متزوجاً بإبنة نبوخذ نصر الكبرى الأمر الذي جعله مؤهلا لتسلم العرش بعد القضاء على لباشي-مردوخ. ويجمع المؤرخون على أن نبونئيد هو ابن الكاهنة الكبرى معبد سين إله القمر في حران، وهذا ما يستدل به على أصله الملكي، لأن هذا المنصب كان يمنح بالعادة لأمراء وأميرات من العائلة المالكة.
وأقدم الإشارات إلى نبونئيد وردت في الإشارة إلى توسطه لحل النزاع بين مملكتي ميديا وليديا اللتين تفاقم الخلاف بينهما، وتشير الوثائق إلى أن نبوخذ نصر قد انتدبه لحل النزاع القائم بين المملكتين مما يدل على مكانته من الملك وإلى قدرته على إدارة الأمور السياسية بحكنة وحكمة.
لكن نبونئيد استلم الحكم في بابل وهي تنوء تحت عبء العديد من المشاكل التي خلفها الحكام السابقون واهمها المشكلة الاقتصادية التي طالت الامبراطورية الواسعة بسبب الحروب المتعددة التي خاضها البابليون منذ أيام نبوخذ نصر واستمرت في عهد خلفائه، ورغم أهمية المشكلة الاقتصادية وانتشار الغلاء في بابل وتأثيرها المباشر على الأوضاع التي سادت خلال تلك الفترة، إلا أن التحدي الديني كان يشكل المشكلة الرئيسية التي أدت إلى انهيار مملكة بابل وسقوطها بعد ذلك على يد الأخمينيين.
لم تكن سلطة الملك يقيدها القانون وحده ولا الأعيان وحدهم، بل كان يقيدها أيضاً الكهنة. ذلك أن الملك لم يكن من الوجهة القانونية إلا وكيلاً لإله المدينة، ومن أجل هذا كانت الضرائب تفرض باسم الإله، وكانت تتخذ سبيلها إلى خزائن الهياكل إما مباشرة أو بشتى الأساليب والحيل. ولم يكن الملك يعد ملكاً بحق في أعين الشعب إلا إذا خلع عليه الكهنة سلطته الملكية، و «أخذ بيد بِل»، واخترق شوارع المدينة في موكب مهيب ممسكاً صورة مردوخ. وكان الملك في هذه الاحتفالات يلبس زي الكاهن، وكان هذا رمزاً إلى اتحاد الدين والدولة، ولعله كان أيضاً يرمز إلى أصل الملكية الكهنوتي. وكانت تحيط بعرشه جميع مظاهر خوارق الطبيعة، ومن شأن هذه كلها أن تجعل الخروج عليه كفراً ليس كمثله كفر، لا يجزى من يجرؤ عليه بضياع رقبته فحسب، بل يجزى أيضاً بخسران روحه. ولقد ظلت بلاد بابل في واقع الأمر دولة دينية «خاضعة لأمر الكهنة» على الدوام، هذا إضافة إلى أن نفوذهم لدى الأهلين كان أعظم من نفوذ الملك نفسه، وكان في وسعهم في بعض الأحيان أن يخلعوه عن عرشه إذا راجعوا أمرهم وسخروا ذكائهم وقواهم لهذه الغاية. وأقدم الآلهة كلهم آلهة السماء وما فيها: أنو السماء الثابتة، وشمش الشمس، وننار القمر، وبل أو بعل الأرض التي يعود كل البابليين إلى صدرها بعد مماتهم. وقل عدد الآلهة شيئاً فشيئاً بعد أن فسرت الآلهة الصغرى بأنها صور أو صفات للآلهة الكبرى. وعلى هذا النحو أصبح مردوخ إله بابل- وكان في بادئ الأمر من آلهة الشمس- كبير الآلهة البابلية. ومن ثم لقب ِبل- مردوخ أي مردوخ الإله وإليه وإلى عشتار كان البابليون يوجهون أحر صلواتهم وأبلغ دعواتهم. ويمكن أن نتعرف من خلال إسطورة الخلق البابلية المعروفة باسم (أينوما ايليش)وهي التي تتحدث عن نشأة الكون وكانت تتلى في احتفالات رأس السنة أن مرودخ وهو آله مدينة بابل المحلي قد أصبح على رأس مجمع الآلهة في بلاد بابل. وتوضح الإسطورة كيف أصبح مردوخ يتمتع بمرتبة السيادة على الآلهة وهو «المخلوق في مياه ابسو النقية» الذي«ولده إباه آيا وولدته أمه دامكينا»..وتذكر الإسطورة أن مجلس الآلهة منح مردوخ هذه المرتبة بعد أن طلب منه قتل تيامت التي هددت بقتل الجميع.

## اكتشاف نقش مسماري من عهد الملك نابونيد
عُثر على نقش مسماري في «محافظة الحائط» بمنطقة حائل شمال المملكة العربية السعودية، يرجع إلي فترة الملك نابونيد. تضم «الحيط» المعروفة في العصور القديمة باسم فدك، العديد من المواقع الأثرية بما في ذلك بقايا القلاع والفنون الصخرية والمنشآت المائية، و«لها أهمية تاريخية كبيرة من الألفية الأولى قبل الميلاد حتى أوائل العصر الإسلامي».

### الملك نابونيد
امتدت الإمبراطورية البابلية من الخليج العربي إلى البحر الأبيض المتوسط، ومع بداية عهد الملك نابونيد (حكم 555-539 قبل الميلاد)، غزا جزءًا من جزيرة العرب ثم اختار العيش في تيماء حتى حوالي عام 543 قبل الميلاد. يقول بعض المؤرخين أن النزاعات بين نابونيد وكهنة ومسؤولي بابل هي السبب المحتمل لاختياره البقاء بجزيرة العرب.
مع نهاية عهد الملك نابونيد، تعرضت الإمبراطورية البابلية لهجمات من الإمبراطورية الفارسية بقيادة الملك كورش الكبير الذي واستولى الفرس على بابل عام 539 قبل الميلاد، وانهارت بذلك الإمبراطورية البابلية.
ولم يُعرف مصير نابونيدوس بعد انهيار الإمبراطورية البابلية.

## أنظر كذلك
- حوليات نبو نيد
- هجاء نبو نيد
- سقوط بابل
- اداد-هابي

## روابط خارجية
- نبو نيد على موقع الموسوعة البريطانية (الإنجليزية)